# Francon de Rouen
Francon († 919), est l'archevêque de Rouen qui baptise Rollon.

## Biographie
Il est raconté par Dudon de Saint-Quentin que, lors de la remontée des Vikings sur la Seine, alors qu'ils s'arrêtent à Rouen pour la piller, l'archevêque Francon aurait présenté les clefs de la ville et se serait soumis à l'envahisseur. Rollon se serait alors installé et fait construire un château.
Cette version des faits est contredite par le problème de concordance des dates. Si l'on considère la date de 895 pour la venue de Rollon, Francon n'est pas encore archevêque. Cette position appartiendrait à Gui. Il semblerait que cette intervention de Francon soit une invention de Dudon. Selon Olivier Guillot, Francon est utilisé pour symboliser l'intermédiaire privilégié entre les Francs et Rollon.
Charles le Simple choisit Francon comme intermédiaire aux négociations. Une trêve de trois mois est convenue par les deux parties en vue d'un possible traité. Il présente les propositions des Francs qui sont la paix, la terre dévastée par les Normands et un mariage à Gisèle, fille de Charles le Simple. Francon exige la conversion des Normands, avec le duc Robert comme garant. Rollon le renvoie auprès du roi affirmant que la terre proposée, abandonnée depuis longtemps, n'est pas suffisante et demande un territoire où tirer sa subsistance en attendant un rétablissement de la région. Un traité entre le roi des Francs et le chef des Vikings est signé à Saint-Clair-sur-Epte. Selon Flodoard, Francon instruit les Normands avec la participation de l'archevêque de Reims Hervé. En 911/912, il convertit Rollon au christianisme dans la cathédrale de Rouen, avec le parrainage du duc Robert qui lui donne son nom de baptême, Robertus.
À l'occasion du retour des reliques de saint Ouen, conservées à Gasny, à Saint-Ouen en 918, Francon fait une donation à l'abbaye. Il semble qu'il occupe encore la fonction d'abbé de Saint-Ouen, attachée à celle d'archevêque de Rouen, car c'est lui qui demande la translation des reliques.